# Bearskin Airlines
Let the Bear take you there!
Bearskin Airlines (code AITA : JV ; code OACI : BLS) est une compagnie aérienne régionale canadienne, qui a commencé son activité en 1963, desservant le nord de l'Ontario et du Manitoba

## Destinations

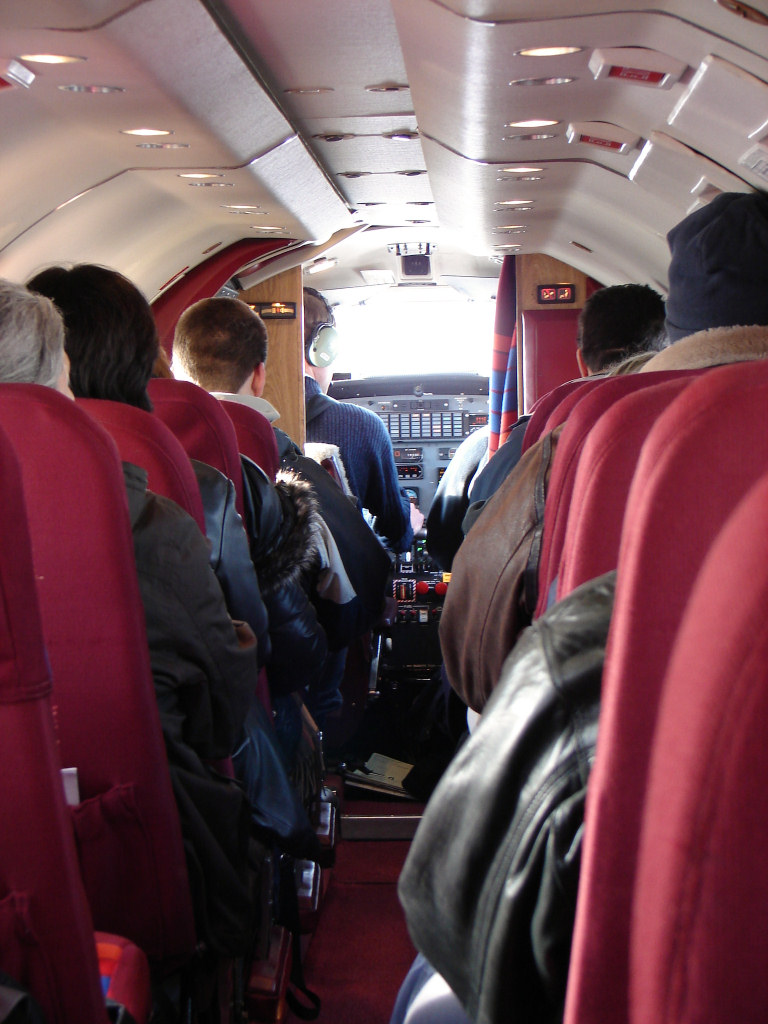
Bearskin Metroliner

Bearskin Airlines assure les vols canadiens suivants :
| De :             | Vers : |
| ---------------- | --- |
| Dryden           | Kenora, Red Lake, Sioux Lookout, Fort Frances, Thunder Bay, Winnipeg                                                        |
| Fort Frances     | Kenora, Dryden, Thunder Bay, Winnipeg                                                                                       |
| Kapuskasing      | North Bay, Sault-Sainte-Marie, Sudbury, Thunder Bay, Timmins                                                                |
| Kenora           | Dryden, Fort Frances, Sioux Lookout, Thunder Bay, Winnipeg                                                                  |
| North Bay        | Kapuskasing, Sault Ste. Marie, Sudbury, Thunder Bay, Timmins                                                                |
| Red Lake         | Dryden, Sioux Lookout, Thunder Bay, Winnipeg                                                                                |
| Sault Ste. Marie | Kapuskasing, North Bay, Sudbury, Thunder Bay, Timmins                                                                       |
| Sioux Lookout    | Dryden, Kenora, Red Lake, Thunder Bay, Winnipeg                                                                             |
| Sudbury          | Kapuskasing, North Bay, Sault Ste. Marie, Thunder Bay, Timmins                                                              |
| Thunder Bay      | Dryden, Fort Frances, Kapuskasing, Kenora, North Bay, Red Lake, Sault Ste. Marie, Sioux Lookout, Sudbury, Timmins, Winnipeg |
| Timmins          | Kapuskasing, North Bay, Sault Ste. Marie, Sudbury, Thunder Bay                                                              |
| Winnipeg         | Dryden, Flin Flon, Fort Frances, Kenora, Lynn Lake, Red Lake, Sioux Lookout, The Pas, Thunder Bay                           |

## Flotte
La compagnie exploite les appareils suivant au mois d'octobre 2014 ,: